# Chaetodon
Chaetodon é o maior gênero de peixes tropicais marinhos da Família Chaetodontidae, com cerca de 88 espécies. É genericamente conhecido como Peixe-borboleta, nome que partilha com diversos outros grupos de peixes não aparentados. Distribuem-se principalmente pelas regiões de corais em praticamente todas as áreas tropicais do planeta, mas cerca de 90% no Sudeste Asiático, Mar Vermelho e Índico, algumas espécies ao redor de Madagascar, no Caribe, e Havai e muito poucas em mares mais frios, quase sempre em águas rasas, poucos vivendo entre 30 e 60 metros de profundidade, e raríssimos abaixo disso. Normalmente são bastante coloridos.

## Descrição
As espécies de Chaetodon tem corpo fortemente achatado lateralmente, conforme a espécie, medindo entre 12 e 30 centímetros de comprimento. Seus olhos são muitas vezes disfarçados por uma listra escura. Em vez disso, há em algumas espécies uma mancha que mimetiza um olho na porção posterior da nadadeira dorsal ou do pedúnculo caudal. Os lados do corpo, na maioria das espécies, são marcados por uma listra vertical, horizontal ou diagonal ou padrões de pontos. As barbatanas laterais são geralmente de cor diferente. Sua coloração e padrões são características e quase todos as espécies apresentam variações diferentes do mesmo padrão. Espécimes jovens tendem a diferir da cor do peixe adulto e, como a forma juvenil foi insuficientemente pesquisada e nem todas são conhecidas, ocasionalmente é difícil determinar a que espécies pertencem.
A finalidade dos padrões existentes nestes peixes é fazer que os predadores confundam as extremidades posterior e anterior do peixe. O primeiro instinto do peixe ameaçado é fugir, confundindo o predador que normalmente mira os olhos e assim imagina que ele nadará para o lado contrário. Quando a fuga não é possível, o peixe, às vezes, vira-se para enfrentar seu agressor, de cabeça baixa com as espinhas da barbatana dorsal totalmente eretas, como um touro prestes a atacar. Isto pode servir para intimidar o outro animal ou pode lembrar o predador que o peixe é muito espinhoso para tornar-se uma refeição aprazível.

## Comportamento
A maioria das espécies de Chaetodon vive em pares, alguns em grupos pequenos ou maiores. Estão quase constantemente em busca de alimento nos recifes. São dependentes de um habitat rico em alimentos e esconderijos pois normalmente escondem-se em abrigos quando ameaçados por predadores e à noite. A deficiência de tocas, tais como a ocasinada pela morte dos corais, diminui o grau de concentração das espécies Chaetodon.

## Nutrição
Existem espécies exclusivamente coralívoras, que só alimentam-se dos pólipos de corais ou octocorais, e espécies onívoras. Estes últimos têm um espectro amplo de alimentos como as algas, ascídias, esponjas e zooplâncton, ou são ativos predadores de ovas de outros peixes como as donzelas, (Pomacentridae). As espécies coralivoras normalmente são especializados em certos alimentos, tais como o Chaetodon trifascialis em certas espécies de Acropora. Sua alimentação exerce importante papel na diversidade dos corais pois ao diminuir a quantidade de alguma espécie dominante de corais, preferida em sua alimentação, favorecem o crescimento de outras espécies que podem ser preferidas por outros peixes. em consequência criando rico equilíbrio na quantidade e frequência de cada espécie de coral e peixe presentes nos recifes. Estudos realizados no conteúdo estomacal de diversas espécies de Chaetodon capturadas na área de Okinawa mostraram que os  C. baronessa, C. bennetti, C. plebeius, C. trifascialis, C. unimaculatus e C. trifasciatus alimentam-se de pólipos de corais duros. Os estomagos de C. kleinii e C. melannotus continham de 30 a 50% de fragmentos de corais macios. A dieta dos C. auripes, C. lunula, C. ulietensis e C. rafflesi era composta, entre 67 e 84%, por anêmonas. E que o C. lineolatus come quase exclusivamente anêmonas-do-mar.

## Reprodução
Os Chaetodon não apresentam cuidados parentais e são reprodutores de livres, que liberam seus gametas geralmente ao anoitecer enquanto estão a jantar. No caso do Chaetodon kleinii, em que a desova foi observada em aquário, o par fica flutuando lentamente em um ângulo de 45°,  até 10 centímetros abaixo da superfície da água, e liberam subitamente seus ovos e esperma que desaparecem rapidamente em direção ao fundo. A fêmea cerca de 3 a 4 mil óvulos por noite. Os ovos são pelágicos, e eclodem em um dia. As larvas, chamadas tholichthys, são características apenas da família dos peixes borboleta. Esta fase da vida é muito diferente: a cabeça é protegida por uma armadura óssea e placas ósseas estendem-se para trás da cabeça. Os tholichthys são cinza prateados, quase transparentes, uma útil adaptação das espécies que vivem em suspensão. Depositam-se no fundo durante a noite, depois que atingem 20 milímetros. Às vezes, milhares de tholichthys eclodem na mesma noite. Crescem tão rápido que pela manhã as larvas já se assemelham à fase juvenil no que diz respeito à cor do peixe. Já que a desova de espécies diferentes pode ocorrer ao mesmo tempo, híbridos entre as espécies são comuns, porém estes são estéreis.

## Evolução
Os fósseis mais antigos geralmente classificados neste gênero, datam do fim do período Oligoceno, cerca de 25 milhões de anos atrás. Uma vez que não é fácil distinguir este gênero de seus parentes mais próximos, é possivel que estes fósseis pertençam a outros gêneros desta família. Os registros fósseis de Chaetodontidae são escassos. Apenas Chelmon, ou outro gênero similar, como Chelmonops ou Coradion, são conhecidos entre restos do Mioceno. Como mesmo grosseiros Relógio moleculares sugerem que os ancestrais das linhagens Chaetodon e Chelmon já haviam divergido no fim do Eoceno, nada mais pode ser concluído sem que se descubram novos fósseis.
Historicamente, peixes semelhantes em aparência mas cujo parentesco é remoto também estiveram classificados em Chaetodon, por exemplo, o Scatophagus argus, que compartilha o tamanho e formato bem como os alevinos com carapaças à maneira dos Chaetodontidae;  ou simplesmente porque são coloridos, pequenos, e de aparência pouco comum, como o Macropodus opercularis.

## Taxonomia
Por ter sido um dos primeiros gêneros de peixes a serem descritos, pois o foi pelo próprio Linnaeus em 1758, peixes de muitos outros gêneros, próximos ou distantes, já estiveram classificados como Chaetodon. Com o advento das análises moleculares e conceitos filogenéticos de classificação, nas últimas décadas, algumas espécies morfologicamente muito mais próximas a Chaetodon, sobre as quais não podia ter certeza da melhor classificação, também foram resolvidas e agora pertencem aos gêneros Prognathodes, Parachaetodon e Roa.
Hoje há 88 espécies de Chaetodon consensualmente reconhecidas, no entanto as quatro principais publicações existentes sobre este gênero, não concordam com a divisão das espécies pelo subgêneros e nem mesmo com a quantidade de subgêneros. Em 2007 foram publicados dois trabalho baseados exclusivamente na genética molecular, A análise dos cladogramas do trabalho de Fessler & Westneat (2007), demonstra que este gênero é formado por de três a cinco clados, dependendo-se da decisão relativamente subjetiva de onde dividir, os autores sugerem quatro clados principais e sua elevação ao âmbito de gêneros no entanto afirma que ainda é cedo para propor mudanças uma vez que deve ser ampliado o núumeros de espécies testadas para maior certeza dos relacionamentos. Os subgêneros, baseados em Blum (1998), agrupam-se nos clados da seguinte forma:
1. Chaetodon (em parte).
2. Lepidochaetodon, Rhombochaetodon,  e Exornator (inclui Roaops - polifilético com os outros dois).
3. No total com 19 espécies divididas em três subclados: suclado 1  Corallochaetodon, Citharoedus; subclado 2 Gonochaetodon; subclado 3 Tetrachaetodon, Megaprotodon e Discochaetodon (todos monofiléticos).
4. Rabdophorus e Chaetodon (em parte - grupo principal).

Já a publicação de Hsu (2007) agrupa de forma diferente, no entanto somente versa sobre espécies do Indo-Pacífico de modo que o subgênero Chaetodon não foi analisado:
1. Lepidochaetodon.
2. suclado 1  Corallochaetodon, Citharoedus , subclado 2 Gonochaetodon e Rabdophorus;  subclado 3 Tetrachaetodon, Megaprotodon e Discochaetodon.
3. Exornator.

Com base nos relacionamentos demonstrados destes trabalhos poderíamos concluir que Chaetodon é composto simplificadamente pelos seis seguintes grupos de afinidades:
1. Clado formado por algumas poucas espécies da afinidade de C. robustus e C. hoefleri, ou mesmo apenas as duas, pois ainda não se tem certeza, hoje classificadas no subgênero Chaetodon mas que estão entre as mais distantes da espécie tipo, de modo que, no mínimo, um novo subgênero necessita ser proposto sua classificação.
2. Clado formado pelos subgêneros Corallochaetodon, Citharoedus.
3. Subgênero Gonochaetodon.
4. Subgênero Rabdophorus e o resto das espécies do subgênero Chaetodon.
5. Clado formado pelos subgêneros Tetrachaetodon, Megaprotodon e Discochaetodon.
6. Clado formado pelos subgêneros Lepidochaetodon, Rhombochaetodon, Exornator

## Subgêneros e espécies
Chaetodon encontra-se subdividido em onze subgêneros no entanto, para serem mantidos como estão, pelo menos mais um subgênero deve ser proposto de modo a atender a filogenia. Os subgêneros são os seguintes:

### SubgêneroChaetodon
Este subgênero foi automaticamente criado com a proposta de novos subgêneneros e inclui a espécie-tipo, Chaetodon capistratus. Sabe-se que este gênero não é monofilético, de modo que a partir de sua divisão deve ser criado o subgênero que falta para atender a monofilia na classificação de todas as espécies pelos subgêneros. Atualmente é formado por espécies que existem principalmente no Atlântico tropical, normalmente caracterizadas por serem de padrões estriados, com menos de 20 centímetros de comprimento e alimentarem-se principalmente de invertebrados e algas. Podem ser divididas em dois grupos, um com espécies que pertencem ao verdadeiro subgênero Chaetodon, relacionadas com C. capistratus; e outro com espécies semelhantes às primeiras mas que, geneticamente, estão entre as mais distantes deste grupo, relacionadas com C. robustus.
Subgênero Chaetodon, grupo da espécie-tipo
- Chaetodon capistratus (Linnaeus, 1758)
- Chaetodon marleyi (Regan, 1921)
- Chaetodon ocellatus (Bloch, 1787)
- Chaetodon striatus (Linnaeus, 1758)

Subgênero a ser proposto (grupo 2)
- Chaetodon hoefleri (Steindachner, 1881)
- Chaetodon humeralis (Günther, 1860)
- Chaetodon robustus (Günther, 1860)

### SubgêneroCitaroedus
Foi proposto por Kaup em 1860, para espécies do Indo-Pacífico que apresentam dorso bastante alto, e que, quando jovens, têm corpo quase redondo. Seu focinho é curto, a boca estreita e forte, e a alimentação baseada quase só em pólipos de coral, ocasionalmente algas.
- Chaetodon meyeri (Bloch & Schneider, 1801)
- Chaetodon ornatissimus (Cuvier, 1831)
- Chaetodon reticulatus (Cuvier, 1831)

### SubgêneroCorallochaetodon
Foi proposto por Burgess em 1978, para espécies do Indo-Pacífico de corpo circular a oval, focinho de forma incomum, e que se
alimentam quase exclusivamente de pólipos de coral.
- Chaetodon austriacus (Rüppell, 1836)
- Chaetodon lunulatus (Quoy & Gaimard, 1825)
- Chaetodon melapterus (Guichenot, 1863)
- Chaetodon trifasciatus (Park, 1797)

### SubgêneroDiscochaetodon
Foi proposto por Nalbant em 1971, é formado por espécies, da Austrália e Pacífico Ocidental, que focinho curto e cabeça de perfil quase redondo. Alimentam-se principalmente de pólipos de coral, e também outros invertebrados e algas.
- Chaetodon aureofasciatus (Macleay, 1878)
- Chaetodon octofasciatus (Bloch, 1787)
- Chaetodon rainfordi (McCulloch, 1923)
- Chaetodon tricinctus (Waite, 1901)

### SubgêneroExornator
Foi proposto por Burgess em 1978. O subgênero Heterochaetodon Mauge & Bauchot, de 1984, é considerado seu sinônimo. São espécies do Indo-Pacífico e Atlântico de corpo relativamente alongado, os lados do corpo com manchas escuras, e focinho estendido. Os adultos vivem em pares ou em grupos grandes, preferem o exterior dos recifes, mas também vivem entre os corais. Alimentam-se de algas, zooplâncton e invertebrados minúsculos. Muitas espécies fazem limpeza em grandes peixes pelágicos. C. guttatissimus come quase exclusivamente pólipos de coral.
- Chaetodon assarius (Waite, 1905)
- Chaetodon citrinellus (Cuvier, 1831)
- Chaetodon dolosus (Ahl, 1923)
- Chaetodon guentheri (Ahl, 1923)
- Chaetodon guttatissimus (Bennett, 1833)
- Chaetodon miliaris (Quoy & Gaimard, 1825)
- Chaetodon multicinctus (Garrett, 1863)
- Chaetodon pelewensis (Kner, 1868)
- Chaetodon punctatofasciatus (Cuvier, 1831)
- Chaetodon quadrimaculatus (Gray, 1831)
- Chaetodon sanctaehelenae (Günther, 1868)
- Chaetodon sedentarius (Poey, 1860)

### SubgêneroGonochaetodon
Sugerido por Bleeker em 1876. É composto por espécies do Indo-Pacífico que apresentam dorso muito elevados, grande barbatanas, dorsais e anal, arredondadas. Vivem em pares e formações maiores. Alimentam-se de pólipos de coral duro principalmente do gênero Acropora.
- Chaetodon baronessa (Cuvier, 1829)
- Chaetodon larvatus (Cuvier, 1831)
- Chaetodon triangulum (Cuvier, 1831)

### SubgêneroLepidochaetodon
Descrito por Bleeker em 1876 para as espécies do Indo-Pacífico que têm corpo de perfil redondo, focinho moderadamente alongado mas muito reforçado. Alimentam-se de invertebrados, bem como corais, esponjas, vermes, crustáceos e zooplâncton. Vivem solitários, em pares ou em grupos maiores.
- Chaetodon daedalma (Jordan & Fowler, 1902)
- Chaetodon interruptus (Ahl, 1923)
- Chaetodon kleinii (Bloch, 1790)
- Chaetodon litus (Randall & Caldwell, 1973)
- Chaetodon nippon (Steindachner, 1883)
- Chaetodon smithi (Randall, 1975)
- Chaetodon trichrous (Günther, 1874)
- Chaetodon unimaculatus (Bloch, 1787)

### SubgêneroMegaprotodon
Trata-se de subgênero uni-específico proposto por Guichenot em 1848, monotípico para C. trifascialis, do Indo-Pacífico, que se alimenta quase exclusivamente de pólipos de Acropora que crescem formados mesas.
- Chaetodon trifascialis (Quoy & Gaimard, 1825)

### SubgêneroRadophorus
Proposto por Swainston em 1839, o subgênero Chaetodontops Bleeker, de 1876 é considerado seu sinônimo. São espécies do Indo-Pacífico e Mar Vermelho, algumas com área de distribuição bastante restrita. Vivem em pares e ocasionalmente grupos maiores. Os jovens são solitários e territoriais> Alimentam-se principalmente de pequenos invertebrados e algas e, conforme a espécie, ocasionalmente de pólipos de coral.
- Chaetodon adiergastos (Seale, 1910)
- Chaetodon auriga (Forsskål, 1775)
- Chaetodon auripes (Jordan & Snyder, 1901)
- Chaetodon collare (Bloch, 1787)
- Chaetodon decussatus (Cuvier, 1829)
- Chaetodon dialeucos (Salm & Mee, 1989)
- Chaetodon ephippium (Cuvier, 1831)
- Chaetodon falcula (Bloch, 1795)
- Chaetodon fasciatus (Forsskål, 1775)
- Chaetodon flavirostris (Günther, 1874)
- Chaetodon gardineri (Norman, 1939)
- Chaetodon leucopleura (Playfair, 1867)
- Chaetodon lineolatus (Cuvier, 1831)
- Chaetodon lunula (Lacepède, 1802)
- Chaetodon melannotus (Bloch & Schneider, 1801)
- Chaetodon mesoleucos (Forsskål, 1775)
- Chaetodon nigropunctatus (Sauvage, 1880)
- Chaetodon ocellicaudus (Cuvier, 1831)
- Chaetodon oxycephalus (Bleeker, 1853)
- Chaetodon pictus Forsskål, 1775
- Chaetodon rafflesii ([Bennett], 1830)
- Chaetodon selene (Bleeker, 1853)
- Chaetodon semeion (Bleeker, 1855)
- Chaetodon semilarvatus (Cuvier, 1831)
- Chaetodon ulietensis (Cuvier, 1831)
- Chaetodon vagabundus (Linnaeus, 1758)
- Chaetodon wiebeli (Kaup, 1863)
- Chaetodon xanthocephalus (Bennett, 1833)

### SubgêneroRhombochaetodon
Descrito por Burgess em 1978. O subgênero Roaops Mauge & Bauchot, 1984 é considerado seu sinônimo. São espécies relativamente pequenas, ligeiramente maiores que quinze centímetros de comprimento, que habitam o Indo-Pacifico. Têm corpo relativamente alongado com padrão listrado ou faixas inclinadas sobre fundo branco ou prateado na porção anterior e larga faixa contrastante, normalmente triangular próxima da cauda, ocasionalmente com alguma outra faixa larga na parte anterior. os adultos geralmente vivem em pares. Alimentam-se de algas, pequenos invertebrados e esponjas. Como a filogenia deste grupo mistura-se parcialmente com a do subgênero Exornator, possivelmente algumas espécies terão de ser transferidas de subgênero.
- Chaetodon argentatus (Smith & Radcliffe, 1911)
- Chaetodon blackburnii (Desjardins, 1836)
- Chaetodon burgessi (Allen & Starck, 1973)
- Chaetodon declivis (Randall, 1975)
- Chaetodon fremblii (Bennett, 1828)
- Chaetodon flavocoronatus (Myers, 1980)
- Chaetodon madagaskariensis (Ahl, 1923)
- Chaetodon mertensii (Cuvier, 1831)
- Chaetodon mitratus (Günther, 1860)
- Chaetodon tinkeri (Schultz, 1951)
- Chaetodon paucifasciatus (Ahl, 1923)
- Chaetodon xanthurus (Bleeker, 1857)

### SubgêneroTetrachaetodon
Proposto por Weber & de Beaufort em 1936 para as espécies de corpo oval e focinho curto. Normalmente são amarelos com uma faixa preta olhos. Alimentam-se  de pólipos de corais e outros invertebrados. São encontradas com mais frequência nos recifes ricos em espécies de corais.
- Chaetodon andamanensis (Kuiter & Debelius, 1999)
- Chaetodon bennetti (Cuvier, 1831)
- Chaetodon plebeius (Cuvier, 1831)
- Chaetodon speculum (Cuvier, 1831)
- Chaetodon zanzibarensis (Playfair, 1867)